# Philibertia cionophora
Philibertia cionophora är en oleanderväxtart som först beskrevs av August Heinrich Rudolf Grisebach, och fick sitt nu gällande namn av Goyder. Philibertia cionophora ingår i släktet Philibertia och familjen oleanderväxter. Inga underarter finns listade i Catalogue of Life.